# MP Водолея
MP Водолея (лат. MP Aquarii) — одиночная переменная звезда в созвездии Водолея на расстоянии приблизительно 2420 световых лет (около 742 парсеков) от Солнца. Видимая звёздная величина звезды — от +10,9m до +10m.

## Характеристики
MP Водолея — красная пульсирующая медленная неправильная переменная звезда (LB) спектрального класса M6. Эффективная температура — около 3287 К.